# Sulphur Springs titkai
A Sulphur Springs titkai (eredeti cím: Secrets of Sulphur Springs) 2021 és 2023 között vetített amerikai misztikus–dráma sorozat, amelyet Tracey Thomson alkotott. A főbb szerepekben Preston Oliver, Kyliegh Curran, Elle Graham, Madeleine McGraw és Landon Gordon látható.
Amerikában 2021. január 15-től, míg Magyarországon a Disney Channel mutatta be 2021. május 8-án.
Az alkotók a Stranger Things című sorozathoz hasonlították.
2022 februárjában berendelték a harmadik évadot.

## Cselekmény
A 12 éves Griffin Campbell a családjával a Tremont Hotelbe, a louisianai Sulphur Springsbe költöznek, miután az apja új munkát kapott. A hotelt állítólag Savannah Dillon szelleme kísérti, aki harminc évvel ezelőtt eltűnt. Griffin és az új barátja, Harper felfedez egy portált, amely visszaviszi őket. 1990-ben kötnek ki, és találkoznak Savannah Dillonnal és megpróbálják megmenteni.
Harper megpróbálja felkutatni a tremonti szállodához fűződő kapcsolatai mögött meghúzódó titkokat, miután megtalált egy fotót dédnagyanyjáról, Daisyről. Eközben megszaporodnak a paranormális tevékenységek, amikor Campbellék a szálloda újranyitására készülnek, Savannah pedig megpróbál segíteni Griffinnek és Harpernek, hogy feltárják a szálloda múltbeli titkait.

## Szereplők

### Főszereplők
| Szereplők                  | Színész                 | Magyar hang       | Leírás                                                                                     |
| -------------------------- | ----------------------- | ----------------- | ------------------------------------------------------------------------------------------ |
| Griffin Campbell           | Preston Oliver          | Maszlag Bálint    | Fiatal fiú, családjával a Tremont Hotelbe költöznek, ahol Savannah Dillon szelleme kísért. |
| Harper Marie Dunn          | Kyliegh Curran          | Gyarmati Laura    | Griffin új legjobb barátja, aki segít neki Savannah Dillon rejtélyét megoldani.            |
| Daisy Tremont              | Kyliegh Curran          | Szűcs Anna Viola  | Harper dédanyja                                                                            |
| Savannah Dillon            | Elle Graham             | Kobela Kira       | A lány, aki rejtélyes módon eltűnt 30 évvel ezelőtt.                                       |
| Zoey Campbell              | Madeleine McGraw        | Prokópius Maja    | Griffin húga és Wyatt ikertestvére.                                                        |
| Wyatt Campbell             | Landon Gordon           | Kelemen Noel      | Griffin öccse és Zoey ikertestvére.                                                        |
| Sarah Campbell             | Kelly Frye              | Sipos Eszter Anna | Griffin, Zoey és Wyatt anyja.                                                              |
| Bennett "Ben" Campbell Jr. | Josh Braaten            | Varga Rókus       | Griffin, Zoey és Wyatt apja, aki egy titkot rejteget a családja elől                       |
| Bennett "Ben" Campbell Jr. | Jake Melrose (fiatalon) | Nagy Gereben      | Griffin, Zoey és Wyatt apja, aki egy titkot rejteget a családja elől                       |
| Jessica "Jess" Dunn        | Diandra Lyle            | Hámori Eszter     | Harper anyja.                                                                              |
| Jessica "Jess" Dunn        | Izabela Rose (fiatalon) | Stern Hanna       | Harper anyja.                                                                              |

### Mellékszereplők
| Szereplők            | Színész                                            | Magyar hang           | Leírás                                |
| -------------------- | -------------------------------------------------- | --------------------- | ------------------------------------- |
| Topher Dunn          | Bryant Tardy (1. évad) Johari Washington (2. évad) | Égner Milán           | Harper öccse.                         |
| Bennett Campbell Sr. | Jim Gleason                                        | Holl Nándor (1. évad) | Griffin, Zoey, és Wyatt nagypapája.   |
| Mrs. Douglas         | Sherri Marina                                      | Kocsis Mariann        | A Sulphur Springs középiskola tanára. |
| Caroline             | Jillian Batherson                                  | N/A                   | Savannah nevelőanyja.                 |
| Sam Tremont          | Eugene Byrd                                        | Törköly Levente       | Daisy testvére.                       |
| Sam Tremont          | Ethan Hutchinson (fiatalon)                        | N/A                   | Daisy testvére.                       |
| Elijah Tremont       | Robert Manning Jr.                                 | Bolla Róbert          | Daisy és Sam apja.                    |

## Évados áttekintés
| Évad | Évad | Epizódok | Eredeti sugárzás  | Eredeti sugárzás  | Magyar sugárzás | Magyar sugárzás  |
| Évad | Évad | Epizódok | Évadpremier       | Évadfinálé        | Évadpremier     | Évadfinálé       |
| ---- | ---- | -------- | ----------------- | ----------------- | --------------- | ---------------- |
|      | 1    | 11       | 2021. január 15.  | 2021. március 12. | 2021. május 8.  | 2021. május 22.  |
|      | 2    | 8        | 2022. január 14.  | 2022. február 25. | 2022. június 4. | 2022. június 26. |
|      | 3    | 8        | 2023. március 24. | 2023. május 5.    | N/A             | N/A              |

## Epizódok

### 1. évad
| #   | #   | Eredeti cím                      | Magyar cím                                 | Rendezte          | Írta               | Eredeti premier   | Magyar premier  |
| --- | --- | -------------------------------- | ------------------------------------------ | ----------------- | ------------------ | ----------------- | --------------- |
| 1.  | 1.  | Once Upon a Time                 | Egyszer volt, hol nem volt                 | Jennifer Phang    | Tracey Thomson     | 2021. január 15.  | 2021. május 8.  |
| 2.  | 2.  | Somewhere in Time                | Valahol az időben                          | Fred Gerber       | Tracey Thomson     | 2021. január 15.  | 2021. május 8.  |
| 3.  | 3.  | Straight Outta Time              | Egyenest az időből                         | Fred Gerber       | Charles Pratt Jr.  | 2021. január 15.  | 2021. május 8.  |
| 4.  | 4.  | Time to Face the Music           | A ki mit tud napja                         | Patricia Cardoso  | Lindsey Klingele   | 2021. január 22.  | 2021. május 9.  |
| 5.  | 5.  | Parsley, Sage, Rosemary and Time | Petrezselyem, zsálya, rozmaring és idő van | Patricia Cardoso  | R. Lee Fleming Jr. | 2021. január 29.  | 2021. május 9.  |
| 6.  | 6.  | Time Warped                      | Időgörbületben                             | Robert J. Metoyer | Elena Song         | 2021. február 5.  | 2021. május 15. |
| 7.  | 7.  | Long Time Gone                   | Hosszú idő után                            | Robert J. Metoyer | Katherine Kearns   | 2021. február 12. | 2021. május 15. |
| 8.  | 8.  | If I Could Turn Back Time        | Bárcsak visszafordíthatnám az időt         | Mary Lou Belli    | Tracey Thomson     | 2021. február 19. | 2021. május 16. |
| 9.  | 9.  | As Time Goes By                  | Rohan az idő                               | Mary Lou Belli    | Elena Song         | 2021. február 26. | 2021. május 16. |
| 10. | 10. | No Time Like The Present         | Amit ma megtehetsz, ne halazd holnapra     | Charles Pratt Jr. | R. Lee Fleming Jr. | 2021. március 5.  | 2021. május 22. |
| 11. | 11. | Time After Time                  | Időről időre                               | Charles Pratt Jr. | Charles Pratt Jr.  | 2021. március 12. | 2021. május 22. |

### 2. évad
| #   | #  | Eredeti cím             | Magyar cím                 | Rendezte             | Írta               | Eredeti premier   | Magyar premier (Disney Channel) | Magyar premier (Disney+) |
| --- | -- | ----------------------- | -------------------------- | -------------------- | ------------------ | ----------------- | ------------------------------- | ------------------------ |
| 12. | 1. | Only Time Will Tell     | Eldönti az idő             | Charles Pratt Jr.    | Tracey Thompson    | 2022. január 14.  | 2022. június 4.                 | 2023. augusztus 30.      |
| 13. | 2. | No Time to Waste        | Nincs sok időnk            | Charles Pratt Jr.    | Charles Pratt Jr.  | 2022. január 14.  | 2022. június 5.                 | 2023. augusztus 30.      |
| 14. | 3. | Time Out                | Időkérés                   | Kristin Windell      | R. Lee Fleming Jr. | 2022. január 21.  | 2022. június 11.                | 2023. augusztus 30.      |
| 15. | 4. | Wrong Place, Wrong Time | Rossz időben, rossz helyen | Kristin Windell      | Lindsey Klingele   | 2022. január 28.  | 2022. június 12.                | 2023. augusztus 30.      |
| 16. | 5. | It's About Time         | Már ideje volt             | Morenike Joela Evans | Carmen Rose Corea  | 2022. február 4.  | 2022. június 18.                | 2023. augusztus 30.      |
| 17. | 6. | Crunch Time             | Visszaszámlálás            | Morenike Joela Evans | Caroline Renard    | 2022. február 11. | 2022. június 19.                | 2023. augusztus 30.      |
| 18. | 7. | Check-out Time          | Kijelentkezés              | Robert J. Metoyer    | Charles Pratt, Jr. | 2022. február 18. | 2022. június 25.                | 2023. augusztus 30.      |
| 19. | 8. | Time Is Not On Our Side | Az idő ellenünk dolgozik   | Robert J. Metoyer    | Tracey Thompson    | 2022. február 25. | 2022. június 26.                | 2023. augusztus 30.      |

### 3. évad
| #   | #  | Eredeti cím           | Magyar cím | Rendezte             | Írta                                | Eredeti premier   | Magyar premier |
| --- | -- | --------------------- | ---------- | -------------------- | ----------------------------------- | ----------------- | -------------- |
| 20. | 1. | Time Won't Let Me     |            | Robert J. Metoyer    | Tracey Thompson                     | 2023. március 24. |                |
| 21. | 2. | Time in a Crystal     |            | Robert J. Metoyer    | Charles Pratt Jr.                   | 2023. március 24. |                |
| 22. | 3. | Closing Time          |            | Morenike Joela Evans | Caroline Renard                     | 2023. március 31. |                |
| 23. | 4. | Bad Judge of Time     |            | Morenike Joela Evans | R. Lee Fleming, Jr.                 | 2023. április 7.  |                |
| 24. | 5. | Time Waits for No One |            | Kristin Windell      | Carmen Rose Corea                   | 2023. április 14. |                |
| 25. | 6. | Time Reveals All      |            | Kristin Windell      | Lindsey Klingele                    | 2023. április 21. |                |
| 26. | 7. | Scream Time           |            | Charles Pratt Jr.    | Avery Girion és R. Lee Fleming, Jr. | 2023. április 28. |                |
| 27. | 8. | Nick of Time          |            | Charles Pratt Jr.    | Charles Pratt Jr. és Tracey Thomson | 2023. május 5.    |                |

## Gyártás
A sorozatot Louisianában forgatták. A forgatás 2019-ben kezdődött, de a koronavírus-járvány miatt 2020. február 23-án szüneteltették. A forgatás 2020. október 5-én folytatódott és az év november 6-án fejeződött be. A sorozatot eredetileg a Disney+-on mutatták volna be.